# Mikołaj (Pozdniew)
Mikołaj, właściwie Piotr Alekiejewicz Pozdniew (ur. 1853, zm. 1 września 1934) – rosyjski duchowny prawosławny, doktor teologii, arcybiskup Moskwy, Saratowa i Wszystkich Staroprawosławnych Rosjan.

## Życiorys
Był synem zakrystiana. Pochodził spod Astrachania. Absolwent seminarium duchownego w Saratowie i Kazańskiej Akademii Duchownej. Od 1879 pracował jako nauczyciel w prawosławnych szkołach i seminariach duchownych. Był wykładowcą języków klasycznych w Orenburgu, profesorem logiki i filozofii w prawosławnym seminarium duchownym w Samarze, a także dziekanem wydziału teologicznego i rektorem seminarium duchownego w Penzie. Zajmował się badaniami sekt i wyznań islamskich. Doktoryzował się pracą naukową na temat derwiszy.
Od 1906 r. pełnił różne funkcje w Rosyjskim Kościele Prawosławnym. W latach 1906–1907 był rektorem soboru Świętej Trójcy w Bałaszowie, w latach 1907-1910 prezbiterem w cerkwi Wniebowstąpienia w Saratowie, w latach 1910-1921 rektorem soboru św. Aleksandra Newskiego w Saratowie.
W 1921 r. złożył śluby zakonne i otrzymał nominację na biskupa pomocniczego eparchii saratowskiej. 11 lipca 1921 r. przyjął chirotonię biskupią z tytułem biskupa bałaszowskiego. W tym samym roku objął funkcję przełożonego monasteru Przemienienia Pańskiego w Saratowie. 
W 1922 r. wstąpił do Żywej Cerkwi. 28 września 1922 r. został mianowany przez jej synod arcybiskupem Saratowa w miejsce usuniętego z urzędu archieparchy Dosyteusza (Protopopowa). 
Rozczarowany ruchem renowacjonistów w 1923 r. wystąpił z Żywej Cerkwi. Przyjął poglądy konserwatywne. 4 listopada 1923 r. przystąpił do wspólnoty rosyjskich biegłopopowców. 5 grudnia 1923 r. został mianowany arcybiskupem Moskwy, Saratowa i Wszystkich Staroprawosławnych Rosjan. Stanął na czele duchowieństwa Rosyjskiej Cerkwi Staroprawosławnej. 
18 września 1929 r. w Moskwie wspólnie z jednowierczym biskupem bugurusłańskim, Stefanem (Rastorgujewem) wyświęcił biskupa rostowskiego i kurskiego, Pansofija (Iwljewa). Zapoczątkował tym aktem hierarchię duchowną staroobrzędowej Cerkwi nowozybkowskiej.
Zmarł w 1934 r. w Moskwie. Pochowany został na cmentarzu Rogożskim w Moskwie.